# SkeedCast
SkeedCast（スキードキャスト）は、株式会社ドリームボートが2006年8月に発表したP2P技術を応用したコンテンツ配信システム。Winny開発者である金子勇も開発に協力している。
インターネットイニシアティブ（IIJ）が同ソフトのインフラストラクチャー版を提供する。
SkeedCast Contents Distribution Service、SkeedCast BusinessおよびSkeedCast Embeddedの3種類がある。